# Ботельюс
Ботельюс (порт. Botelhos) — муниципалитет в Бразилии, входит в штат Минас-Жерайс. Составная часть мезорегиона Юг и юго-запад штата Минас-Жерайс. Входит в экономико-статистический микрорегион Посус-ди-Калдас. Население составляет 15 732 человека на 2006 год. Занимает площадь 333,666 км². Плотность населения — 47,1 чел./км².
Праздник города — 30 августа.

## История
Город основан 30 августа 1911 года. 

## Статистика
- Валовой внутренний продукт на 2003 год составляет 54 766 869,00 реалов (данные: Бразильский институт географии и статистики).
- Валовой внутренний продукт на душу населения на 2003 год составляет 3546,39 реалов (данные: Бразильский институт географии и статистики).
- Индекс развития человеческого потенциала на 2000 год составляет 0,787 (данные: Программа развития ООН).

## География
Климат местности: горный тропический.